# Ehrenmal Annaberg

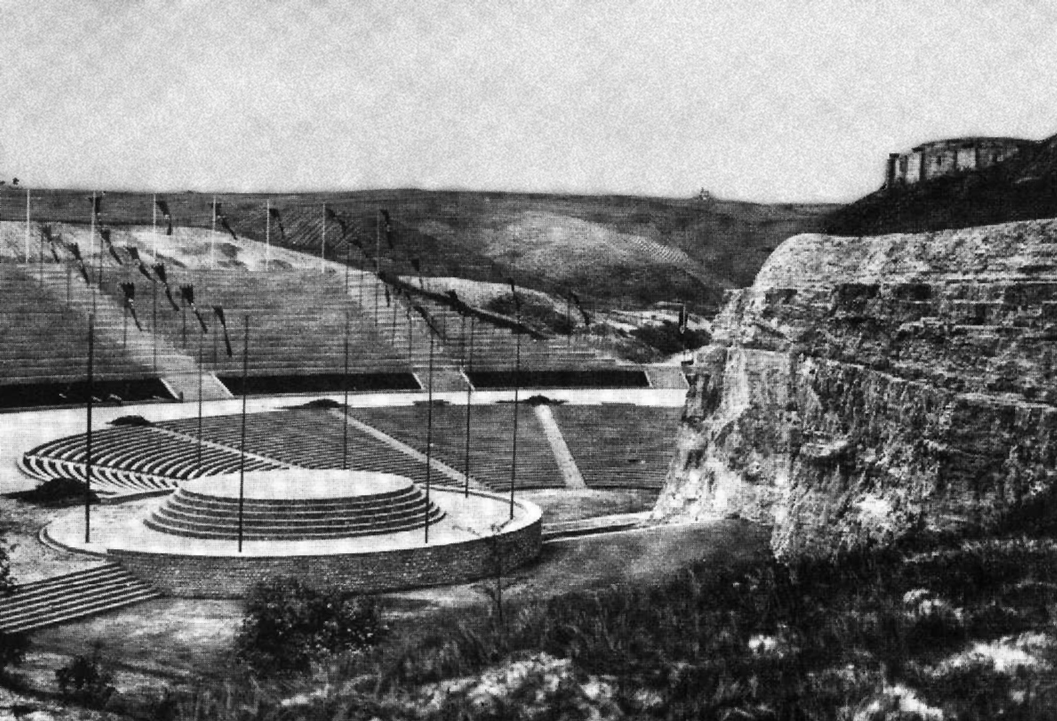
Feierstätte der Schlesier in den 1940er Jahren, oben rechts das Ehrenmal Annaberg

Das Ehrenmal Annaberg, auch Freikorpsehrenmal (oder auch Reichsehrenmal der Freikorpskämpfer), war ein Mausoleum und eine Gedenkstätte für die gefallenen deutschen Kämpfer während der Aufstände in Oberschlesien (1919–1921) im Stil einer Totenburg. Es wurde 1936 bis 1938  bei Sankt Annaberg durch den Volksbund Deutsche Kriegsgräberfürsorge errichtet und war Teil einer größeren Anlage mit insbesondere der Feierstätte der Schlesier. Nach 1945 wurde es abgerissen.
Auf dem Areal wurde 1955 das polnische Denkmal für die Aufstände in Oberschlesien errichtet.

## Baugeschichte
Ab 1934 wurde im Kuhtal des St. Annabergs die Feierstätte der Schlesier errichtet. Um an die Kämpfe am Annaberg von 1921 und die dort gefallenen deutschen Freikorps-Kämpfer zu erinnern, sollte auf Wunsch der Provinz Oberschlesien an der Steilwand der Feierstätte zunächst eine Gedenktafel aus Bronze angebracht werden. Während der Planungen entschied man sich für eine andere Form des Gedenkens, da man zu der Auffassung gelangte, dass diese Tafel oder auch ein einfaches Denkmal dem Ereignis nicht genügen würde. So entstanden die Planungen für das Ehrenmal auf dem 40 Meter hohen Felsplateau oberhalb der Feierstätte.

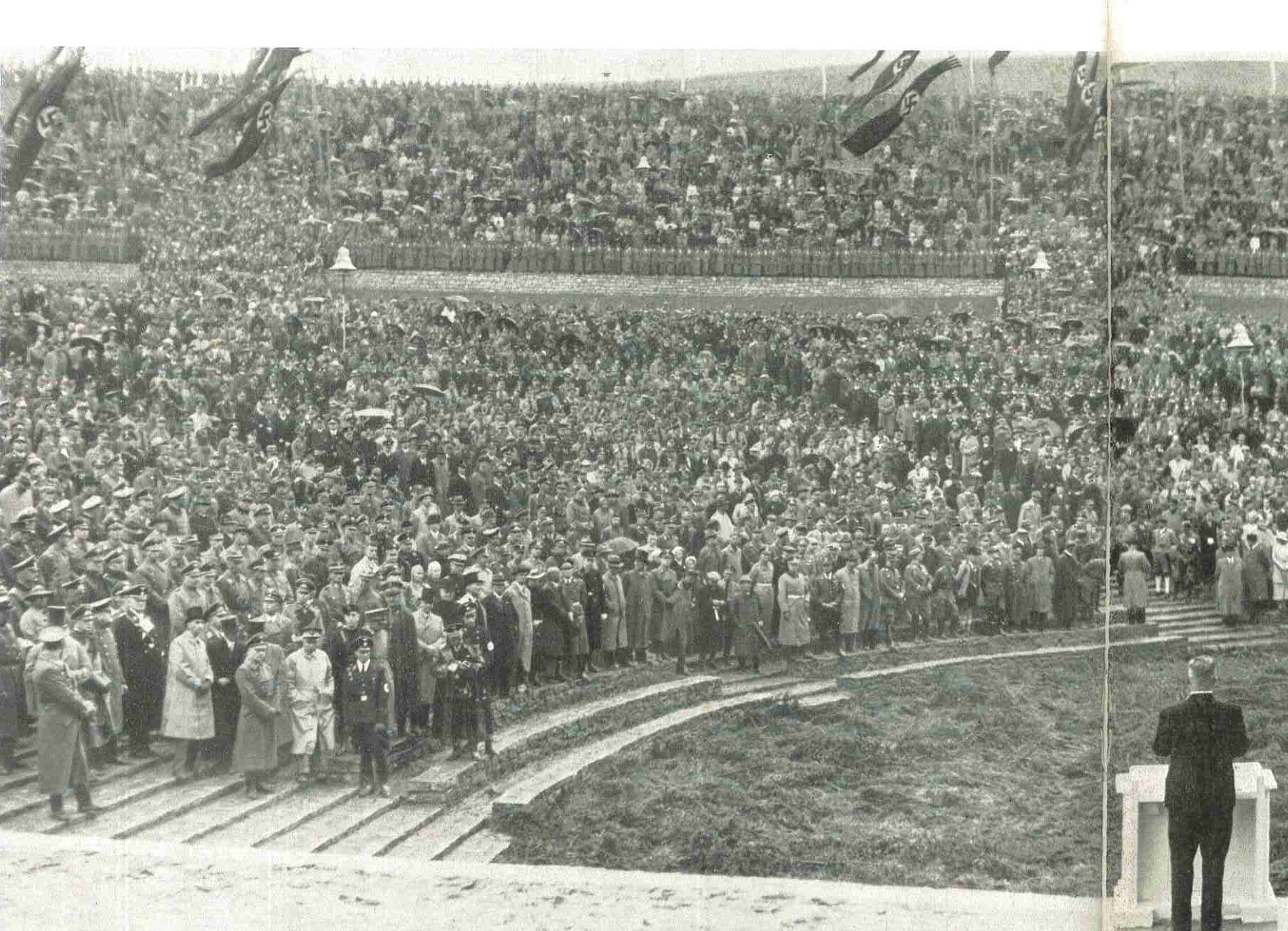
Blick auf die Feierstätte während einer Rede von Siegfried Emmo Eulen anlässlich der Eröffnung des Ehrenmals

Entworfen wurde das Ehrenmal von dem Architekten Robert Tischler, der damals in seiner Funktion als Chefarchitekt des Volksbundes Deutsche Kriegsgräberfürsorge für mehrere Bauwerke zuständig war. Es wurde aus Kalksteinblöcken gebaut, die vor Ort abgebaut wurden. Am 22. Mai 1938 fand die Eröffnungsfeier für das Mausoleum mit mehreren Tausend ehemaligen Freikorps-Kämpfern statt.

## Architektur
Das Mausoleum war in Form einer Rotunde gebaut. Da es nur eine Höhe von 4,50 Metern hatte, wirkte es aus ebenerdiger Sicht sehr gedrungen, erst aus der Sicht von unten aus der Feierstätte wirkte es besonders monumental. Auf den rings um das Mausoleum angebrachten breiten Stützpfeilern standen zehn Flammenschalen. Der Eingang war sehr eng gebaut worden, damit keine Massen ins Innere gelangten, sondern jeder einzeln eintreten musste. Im Inneren des Bauwerks befand sich eine Kuppelhalle mit einem Durchmesser von zehn Metern. Der Grund des Kuppelgewölbes lag drei Meter tiefer als der ebenerdige Eingang. Von außen war diese große Halle also nicht zu erahnen. In der Mitte befand sich eine überlebensgroße Skulptur eines sich aufrichtenden Kriegers mit Schwert, die von dem Bildhauer Fritz Schmoll genannt Eisenwerth aus grünem Porphyr geschaffen wurde. Über diesem befanden sich an der Kuppel vier Adlermosaike. Um diese Kuppelhalle waren elf Tonnengewölbe angeordnet, in denen sich Scheinsarkophage aus Porphyrquadern befanden. Hintern diesen befanden sich im Boden Särge mit den Überresten von 50 gefallenen Freikorpskämpfern, die vorher auf verschiedenen Friedhöfen ruhten.

## Zerstörung 1945
Ab 1945 wurde das Denkmal von polnischer Seite zerstört. In den offiziellen Verlautbarungen und Bekanntmachungen der Volksrepublik Polen sprach man lange Zeit davon, dass das Denkmal und die darin befindlichen Sarkophage von polnischen Soldaten in die Luft gesprengt wurden. Tatsächlich wurde das Denkmal jedoch zunächst von deutschen Zwangsarbeitern auf Befehl abgetragen. Diese setzten die Gebeine auf den Friedhof in Sankt Annaberg um und schlugen die Mosaike im Inneren ab. Bis zu 80 Männer gleichzeitig sollen dort gearbeitet haben. Die Behauptung, dass das Ehrenmal gesprengt wurde, wird heute von einigen Seiten angezweifelt. Gegen eine Sprengung spricht auch die Tatsache, dass eine Sprengung des massiven Mausoleums zu Zerstörungen am Felsplateau und am darunter liegenden Freilichttheater geführt hätte, welche jedoch nicht vorhanden waren. Was mit dem abgetragenen Material geschehen ist, ist nicht bekannt, es wurde aber wahrscheinlich anschließend als Baumaterial genutzt.

## Polnische Gedenkstätte ab 1955
An seiner Stelle entstand 1955 das Denkmal für die Aufstände in Oberschlesien für die polnischen Aufständischen, obwohl der Annaberg ein Ort der Niederlage für die Aufständischen war. Es wurde vom polnischen Bildhauer Xawery Dunikowski (1875–1964) entworfen. Damit sollte die historische Bedeutung des Ortes umgedeutet werden.